# ナオミ・ファインブルン＝ドーサン

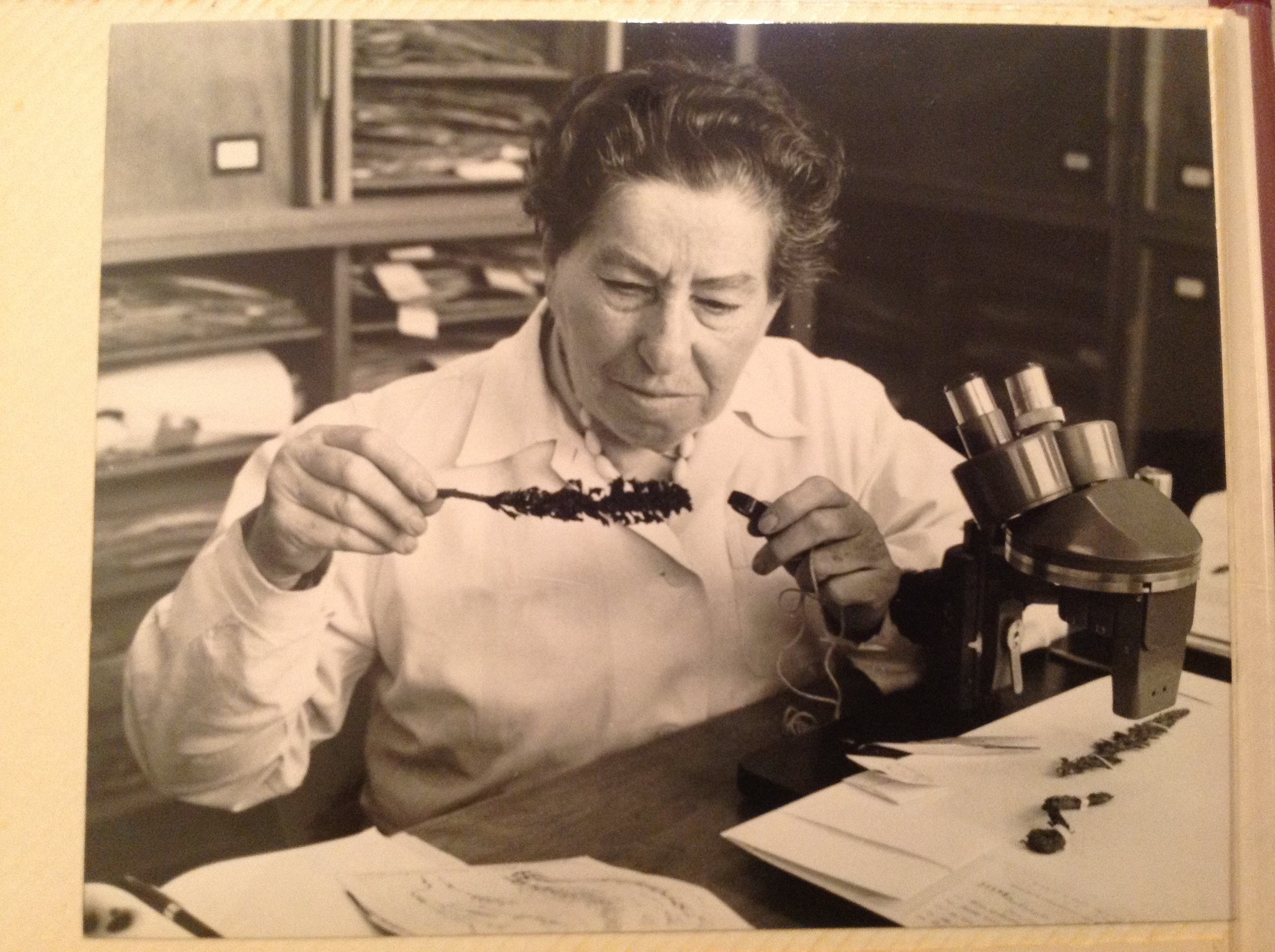
ナオミ・ファインブルン＝ドーサン

ナオミ・ファインブルン＝ドーサン（Naomi Feinbrun-Dothan、姓のドーサンは1947年にヘブライ風とするために改名、1900年4月17日 - 1995年3月8日）はロシア生まれのイスラエルの植物学者である。エルサレムのヘブライ大学で働いた。イスラエルの植物を研究し多くの著書がある。1991年にイスラエル賞(Israel Prize)を受賞した。

## 略歴
モスクワで生まれた。両親はホヴェヴェイ・ツィヨン（ユダヤ人の解放運動）のメンバーであった。一家は現在のモルドバ共和国のキシナウに住んだ。1905年にキシナウでポグロム（ユダヤ人に対する暴動）が起こるが、一家の街には及ばなかった。ユダヤ人小学校で学び、週1時間、ヘブライ語を学んだ。キシナウのユダヤ系女子高校で学んだ後、1918年にモスクワ大学に進むが、1920年、モスクワに移っていた家族がモルドバに戻ったため、現在のルーマニアのクルジュ＝ナポカの大学に移り、1923年に植物学の学位を取得した。ユダヤ系女子高校で自然科学の教師となった。
1924年に家族はパレスチナに移住した。入植地、テル・アダシムの学校の教師として働きはじめ、1925年にタボル山の研修で、植物学者のエイク(Alexander Eig)と出会い植物学の研究者となることを勧められた。1926年からヴァーブルク(Otto Warburg)が所長を務める、テルアビブの農業・自然科学研究所に入り、臨時研究員となった。1925年にエルサレムにヘブライ大学が創設されると研究所は大学の一部となった。1929年にヘブライ大学の非雇用の助手としてエイクらとエルサレムに移った。最初大学は研究機関であったが、1930年代の初めから学生の教育も始まり、植物学科では遺伝学を教えることになり、ファインブルンは遺伝学を教え始めた。1931年に遺伝学の研究のためにベルリンの研究所 Kaiser Wilhelm Institute)に留学した。1931年のエイクのエルサレム植物園の創立や1936年の植物雑誌、'Palestine Journal of Botany Jerusalem' （1951年に'Israel Journal of Botany'に改名）の創刊に協力した。1950年代まで、ヘブライ大学の唯一の遺伝学の教員であった。1938年にエイクが没すると、もう一人の同僚、ゾハリー(Michael Zohary)とエイクのパレスチナの植物に関する仕事を引き継いだ。
1938年に博士号を取得したが1952年まで、助手として研究に専念し講師とならなかった。1947年にイスラエルが建国された後、家族とともに姓をドーサンに改名した。1953年にイギリスのキューガーデン、エディンバラ大学やジュネーブの標本館で分類学の研究をした。1960年にヘブライ大学の准教授となった。
著書に'Wild plants in the land of Israel'(1960）
やゾハリーと共著のFlora Palaestina(1966-1986)がある。
1986年に地中海地域植物分類学研究機構（Organization for the Phyto-Taxonomic Investigation of the Mediterranean area：略称Optima）から金賞を受賞した。